# Bitkine
Bitkine – miasto w Czadzie, w regionie Guéra, departament Guéra; 18 495 mieszkańców (2005).